# 丁宾
丁賓（1543年—1633年），字礼原，號敬宇，又號改亭，浙江嘉善人，軍籍。明朝政治人物。

## 生平
嘉靖四十三年（1564年）順天府乡试第五十五名举人，隆慶五年（1571年）辛未科会试第三百九十一名，三甲四十七名進士，工部觀政，隆慶六年（1572年）授句容知县。萬曆八年（1580年）六月考选，授山东道試御史，張學顏揭发辽东巡按御史刘台受贿。张居正让丁宾往辽东搜寻刘台罪证，丁宾力辞，忤張居正之意称病去官。
丁宾自奉俭约，住屋低矮简陋，张居正曾说他“迂阔”。萬曆十九年（1591年）荐起為江西道御史，再以丁憂離職。
萬曆二十六年（1598年）五月起为南京大理寺右寺丞。三十一年四月升为南京太常寺少卿。萬曆三十四年（1606年）二月升南京鸿胪寺卿，八月为南京右佥都御史提督操江。四十年八月召拜工部左侍郎，次年擢拔為南京工部尚书。天启元年以病乞休归，五年加太子太保。萬曆三十六年（1608年）为《元亨疗马集》作序。天启五年（1625年），捐出粮食三千石振济贫民。崇祯六年（1633年），卒。享年九十一歲，謚清惠。《明史》評其：“强直无所附丽，不为执政所喜，则以此远之。”

## 家族
曾祖丁弼。祖父丁乾，號梅隐。父亲丁衮（1510年-1582年），字龍卿，號懷梅，典儀，封文林郎句容县知县。母吕氏，继母陆氏。重庆下。兄丁寅，监生。

## 延伸阅读
[在维基数据编辑]
 《明史卷二百二十一》，出自《明史》